# Hourtin
Hourtin ist eine französische Gemeinde mit 4.028 Einwohnern (Stand 1. Januar 2022) im Département Gironde in der Region Nouvelle-Aquitaine. Hourtin liegt an einer Alternativroute der Via Turonensis, des nördlichsten Jakobsweges durch Frankreich.

## Geografie

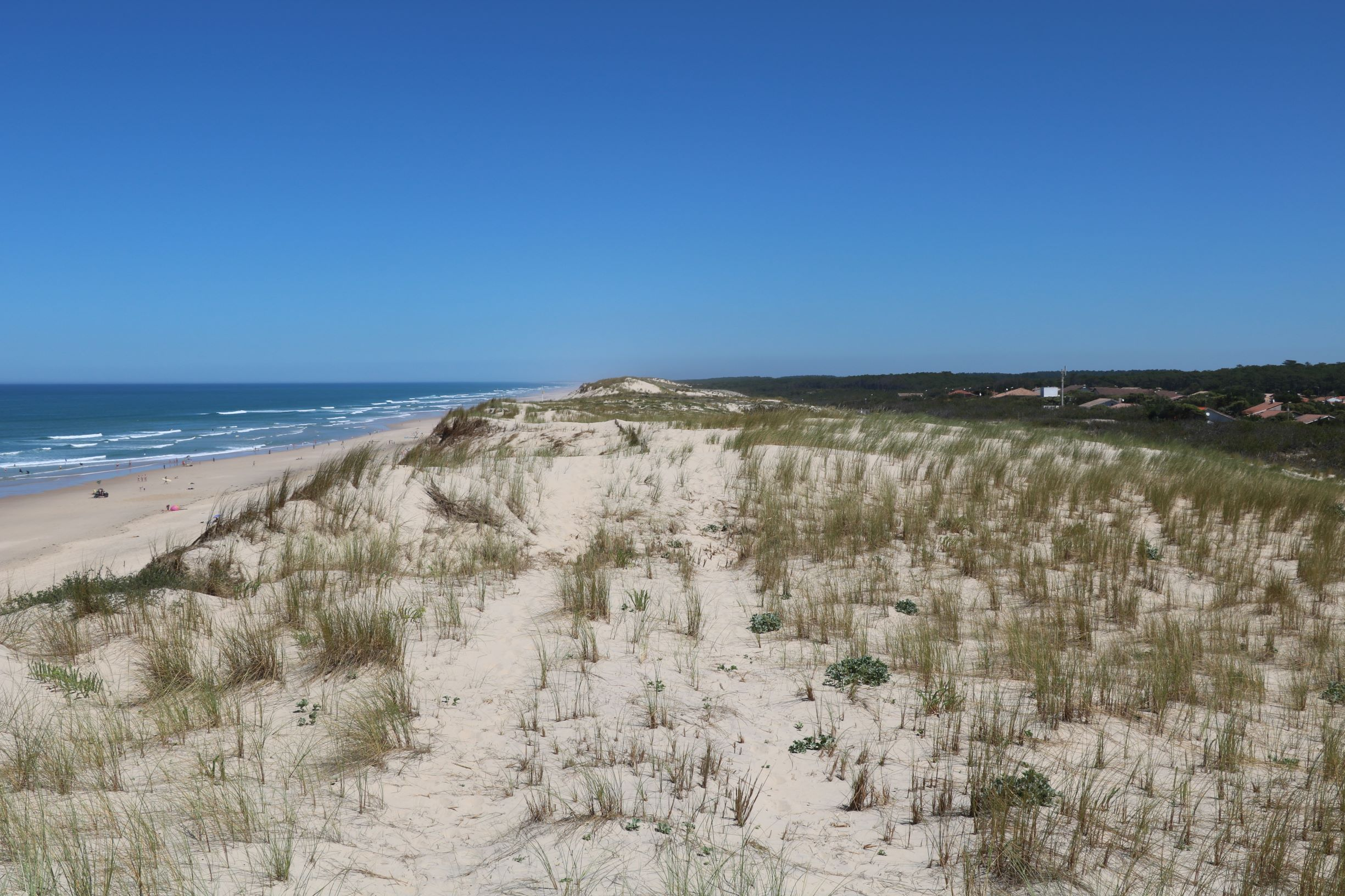
Strand und Dünen in Hourtin-Plage

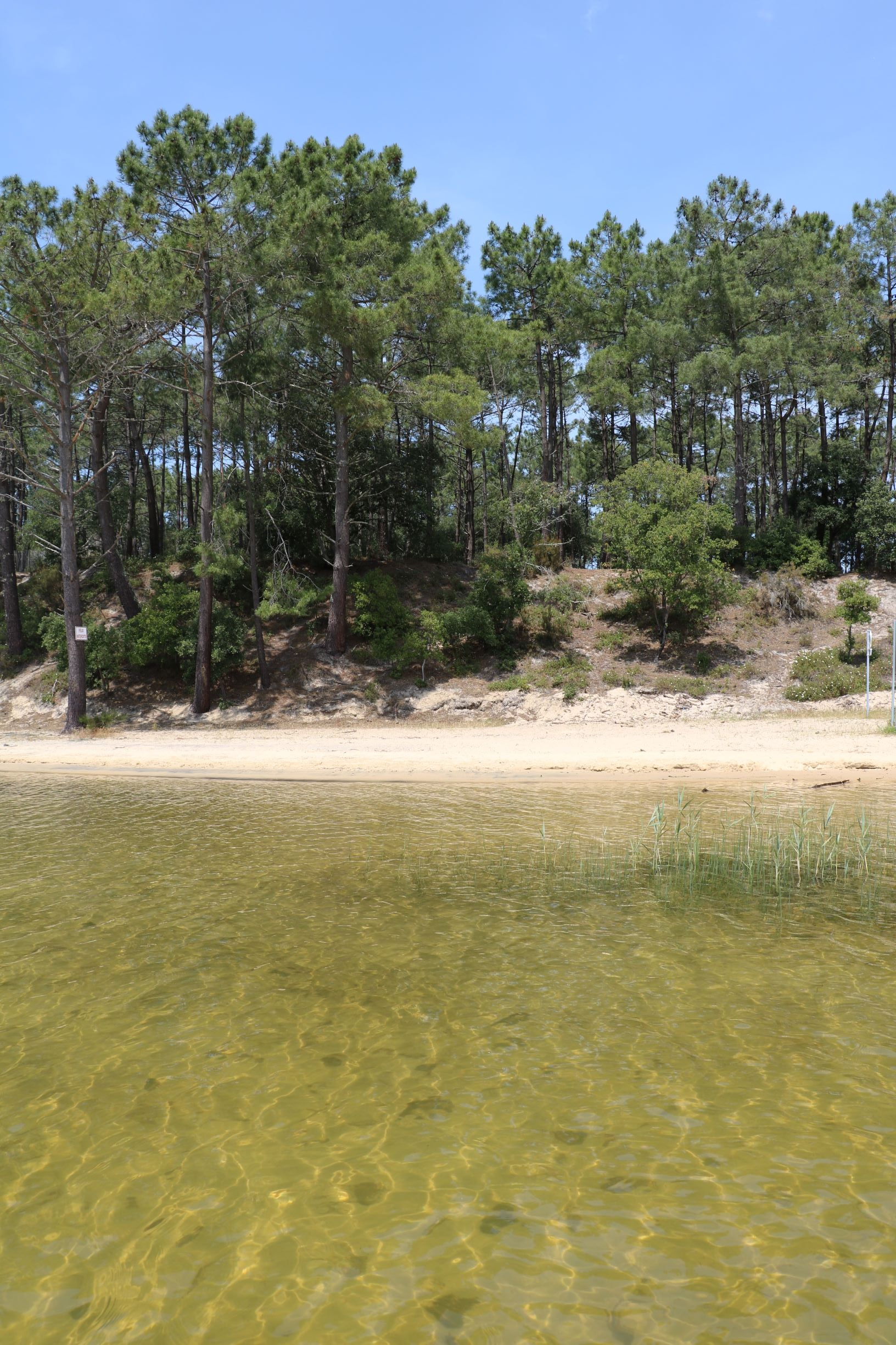
Sandbadestrand am See in der Ortschaft Piqueyrot

Hourtin liegt auf der Halbinsel westlich der Gironde-Mündung, im Médoc, circa 60 Kilometer nordwestlich von Bordeaux, 25 Kilometer westlich von Pauillac und 40 Kilometer südlich von Soulac-sur-Mer. Das Gemeindegebiet gehört zum Regionalen Naturpark Médoc. Im Westen grenzt Hourtin an den Atlantik und teilt sich mit der Nachbargemeinde Carcans einen der größten natürlichen Süßwasserseen Frankreichs, den Lac de Hourtin et de Carcans. Am See baute man in den 1980er Jahren einen touristischen Komplex aus Hotels, Restaurants sowie einem Segelboothafen, der heute Hourtin-Port genannt wird.
An der Atlantikküste befindet sich rund zwölf Kilometer vom Hauptort entfernt der Badeort Hourtin-Plage, der inmitten des Forêt des Landes („Heidewald“) liegt. Der Wald besteht vor allem aus Seekiefern. Neben einem Zugang zum Meer sind hier Gastronomiebetriebe, Surf-Schulen und ein großer Campingplatz mit Wasserpark angesiedelt. Der Küstenstreifen wird hier Côte d’Argent genannt („Silberküste“). Die Küste ist an dieser Stelle sehr reich an Muscheln und Austern. Der Abrieb und Reste der Schalen dieser Schalentiere vermengten sich im Laufe der Jahrtausende mit dem Sand. Infolgedessen glitzert bei einem bestimmten Lichteinfall in den Abendstunden der Sand in der Brandung wie Silberstaub.
Der Ort selbst hat um die Kirche herum ausreichende Infrastruktur mit Post, einigen Geschäften, Ärzten usw. Einmal in der Woche ist Markt, in den Sommermonaten 3× in der Woche. Hourtin war bis in die 1960er Jahre an das Bahnnetz angeschlossen. In dem frisch renovierten Bahnhofsgebäude (entstanden zwischen 1854 und 1856) ist ein kleines Museum für moderne Kunst untergebracht.
Weitere Ortschaften von Hourtin sind Contaut, Piqueyrot und Lachanau.

## Bevölkerungsentwicklung
| Jahr                      | 1962 | 1968 | 1975 | 1982 | 1990 | 1999 | 2010 | 2016 |
| Einwohner                 | 2128 | 2062 | 2290 | 2048 | 2072 | 2324 | 3235 | 3487 |
| Quelle: Cassini und INSEE |      |      |      |      |      |      |      |      |

## Baudenkmäler
Siehe: Liste der Monuments historiques in Hourtin